# Borhyaena
Borhyaena là một chi Metatheria đã tuyệt chủng từng sống ở Nam Mỹ từ 20 đến 15 triệu năm trước.
Borhyaena là động vật ăn thịt.